# Pato mallorquín
La annera mallorquina es una raza de pato autóctono español de las Islas Baleares, concretamente originario de Mallorca, de donde toma el nombre. Es una de las pocas variedades domésticas de anátidas que existen en España.
No está incluida en el Catálogo Oficial de Razas de Ganado de España del Ministerio de Agricultura, Pesca y Alimentación, por lo que no tiene reconocimiento oficial. Pertenece a un grupo de razas europeas poco evolucionadas morfológicamente que fueron domesticadas en los últimos 200 años, como los patos franceses rouen y duclair, el pato alemán sajón o los británicos de Orpington y el de Welsh, entre otras.
Son de tamaño medio, las hembras pesan unos 2,5 kg y los machos llegan a 3 kg. De porte horizontal, pecho ancho y profundo y cuello grueso y corto. Su coloración presenta tres variedades, la fosca, la negra o bruna y la ágata o plateada. Tienen el pico de color verdoso y las patas naranjas. Sus huevos son de color azul verdoso, y pesan entre  75 y 80 gr.
Se distribuye geográficamente en tres núcleos próximos a zonas húmedas en La Puebla, Muro, Alcudia, Campos y San Jorge, y su uso productivo es el aprovechamiento cárnico, criándose en abundancia.